# Chip ’n Dale Rescue Rangers 2
«Disney’s Chip ’n Dale Rescue Rangers 2» (яп. チップとデールの大作戦2 Типу то Дэ:ру но Даисакусэн 2, Миссия Чипа и Дэйла 2) — видеоигра по мотивам мультсериала «Чип и Дейл спешат на помощь», разработанная и изданная компанией Capcom в 1993 году для платформы NES. Продолжение игры 1990 года Chip 'n Dale: Rescue Rangers.
Игра была переиздана в апреле 2017 года в составе сборника The Disney Afternoon Collection, вышедшего на Windows, PlayStation 4 и Xbox One.

## Сюжет
Один из основных злодеев, противостоящих спасателям — кот Толстопуз — совершил побег из тюрьмы и планирует выкрасть предмет, известный как Урна фараона (англ. Urn of the Pharaoh). Чтобы спасатели не смогли расстроить его планы, Толстопуз предпринимает серию отвлекающих действий, первым из которых становится бомба с часовым механизмом, оставленная его подручными в кафе. Чип, Дейл и вся команда, узнав об этом из новостей, отправляются обезвреживать бомбу. В кафе они находят одного из подручных Толстопуза — Кролика, который установил эту бомбу, и когда они загоняют его в угол, он признаётся в причастности Толстопуза к бомбе. Толстопуз тем самым хотел отвлечь Спасателей, чтобы украсть Урну фараона с пришвартованного грузового корабля.
Спасатели обследуют корабль, но ничего не находят. Но затем Вжик замечает, как Толстопуз забегает в портовый склад. Чип и Дейл бегут туда, но оказываются запертыми в ловушке в холодильнике. Несмотря на то, что они успевают оттуда вовремя выбраться до того, как замёрзнут, за это время Толстопуз открывает Урну и выпускает на свободу злых духов. Чипу и Дейлу удаётся отобрать Урну и запечатать её. Тогда Толстопуз приглашает их для финальной схватки в парк развлечений. После путешествия по достопримечательностям, таким как «часовая башня», «мир Дикого Запада» и «мир будущего» (последовательность прохождения этих трёх уровней выбирает сам игрок), Чип и Дейл открывают дверь в комнату управления, где Толстопуз нападает на них с помощью гигантского робота, сделанного по его подобию. Чип и Дейл уничтожают робота и отправляются искать Толстопуза, но тут комната начинает рушиться и они, не найдя его, вынуждены бежать. Воссоединившись, Спасатели приходят к выводу, что Толстопуз явно мог спастись, заранее продумав план возможного отступления, и клянутся, что остановят его, когда он появится в следующий раз.

## Оценки и отзывы
| Иноязычные издания            | Иноязычные издания |
| Издание                       | Оценка             |
| ----------------------------- | ------------------ |
| EGM                           | 7,2 / 10           |
| GamePro                       | 4,5 / 5            |
| Game Players                  | 84 / 100'          |
| Русскоязычные издания         |                    |
| Издание                       | Оценка             |
| Энциклопедия игр Dendy        | [ 2 ]              |
| «Коллекция „Крутого Геймера“» | [ 8 ]              |

Игра Rescue Rangers 2 получила в целом положительные оценки, а рецензент журнала Electronic Gaming Monthly прокомментировал что игра «достаточно хорошо подходит для 8-битной платформы и, если уж на то пошло, вызывает желание сыграть в 16-битную версию!». Обозреватель GamePro также призвал игроков «стереть пыль со своей 8-битной» приставки ради игры, похвалив «бодрую» музыку и «милые» звуковые эффекты игры, но обнаружил, что ей не хватает адекватной сложности, написав: «Rescue 2 настолько же сложна как оригинальная игра — идеальна для начинающих или средних игроков, но довольно простая для всех остальных». Рецензент Game Players также заявил, что игровой процесс был «простым», однако он не уступает предыдущим совместным проектам Capcom и Disney благодаря своей «топовой» графике и гибкому управлению.

### Публикации
- Chip and Dale Rescue Ranger 2 // Энциклопедия лучших игр для Dendy, выпуск второй. — СПб.: «Нева-Визит», 2002. — С. 77–95. — 208 с. — ISBN 5-93603-065-2.